# Antheraea larissa
Antheraea larissa is een vlinder uit de familie van de nachtpauwogen (Saturniidae). De wetenschappelijke naam van de soort is, als Saturnia larissa, voor het eerst geldig gepubliceerd in 1847 door Westwood.